# Málik József (tanár)
Pogányszentpéteri Málik József (Zilah, 1849. augusztus 6. – Sepsiszentgyörgy, 1901. március 11.) tanár, polgári iskolai igazgató, újságíró, szerkesztő.

## Életútja
A gimnáziumot szintén ott végezte a református főiskolában. Az Olmützben töltött önkéntes katonaév után két évig Kolozsvárott jogászkodott, ahonnét a budapesti teológiára került. 1873 őszén hívták meg a sepsiszentgyörgyi református Mikó-algimnáziumhoz segédtanárnak; 1874-ben az ugyanott szervezett államilag segélyezett polgári leányiskola igazgatója lett. Háromszék földjén minden hazafias, egyházi és művelődési mozzanat kezdeményezésében részt vett. Főgondnoka volt a sepsiszentgyörgyi református egyháznak, igazgatósági elnöke a székely nemzeti múzeumnak és az általa teremtett Jókai-nyomda részvénytársaságnak, képviselőbizottsági tagja a városnak, vezetője a szabadelvű pártnak. 
Az általa alapított Székely Tanügyben eredményesen sürgette egy tanítónőképző felállítását a Székelyföldön; röpirataival kivívta a Mikó-kollegiumnak főgimnáziummá emelését. Elhunyt életének 52., iskolaigazgatóságának 27. évében.
Írt az Üstökösbe (1871-73) apróbb közleményeket, humoreszkeket; a szerkesztésében megjelent politikai lapokba vezércikkeket, elbeszéléseket, rajzokat és ismertetéseket.
Szerkesztette Budapesten Benke Istvánnal az Ifjusági Lapok c. havi közlönyt 1872-1873-ban; Sepsiszentgyörgyön a Székely Tanügyet 1875. április 15-től 1876. március 15-ig; a Nemere c. politikai lapot 1877-től 1882-ig, a Székely Nemzet c. hetenként négyszer megjelenő politikai lapot pedig 1882. december 24-től haláláig.
Álnevei és jegyei: Barbarossa, Mikroskop, Diabolus, Clio, B. N., A. M., (?) kf. és (lf.) az Üstökösben, Nemerében (1876-82) és a Székely Nemzetben (1883-tól).